# 治河渡镇
治河渡镇，中华人民共和国湖南省岳阳市华容县下属的一个镇，位于华容县中部。华（容）钱（粮湖）公路经过县境。

## 建制沿革
- 1956年，设潘家渡乡；
- 1958年，属华一公社；
- 1961年，改置潘家公社；
- 1984年，改称潘家乡
- 1993年，改置治河渡镇。

## 行政区划
治河渡镇下辖2个居委会、14个行政村：
- 治河一居委会、治河二居委会
- 星光村、民主村、月亮湖村、轭头湾村、登艮村、学惠村、下高村、上高村、黄蓬村、治河村、荆湖堂村、红星村、潘家村、润德村
- 张家湖渔场、月亮湖渔场